# تنابلة السلطان (فلم)
تنابلة السلطان هو فيلم مصري عرض عام 1965، بطولة كمال الشناوي وناهد شريف ومها صبري، ومن إخراج كمال الشناوي.

## قصة الفيلم
تدور الأحداث حول السلطان الذي تزوج من امرأتين، وهما وهيبة وهي امرأة طيبة، وآسيا وهي امرأة ظالمة وغيورة، عندما تنجب وهيبة ولي العهد الأمير حسن، تقرر آسيا أن تضع السم لوهيبة وابنها، لكن لاشين يعلم ويقوم بتنبيه وهيبة. فهربت هي وابنها من سرداب القصر، وتولى جده الحاج إدريس تربيته سراً، وبعد سنتين أنجبت آسيا ابنها الأمير بهاء، فلما مات السلطان تولى بهاء السلطنة، ويدور صراع بين حسن وبهاء حول الحكم تنتهي بانتصار حسن.

## طاقم التمثيل
- كمال الشناوي: (الأمير حسن)
- ناهد شريف: (ورد)
- مها صبري: (غزلان)
- حسين رياض: (الحاج إدريس)
- زوزو نبيل: (آسيا)
- عبد المنعم إبراهيم: (مرعوش)
- يوسف فخر الدين: (بهاء)
- نجوى فؤاد: (الراقصة)
- عدلي كاسب: (شاهين - شاهبندر التجار)
- عبد الخالق صالح: (عساف)
- إحسان شريف: (وهيبة)
- ثريا فخري
- أحمد أباظة: (الفران محمود)
- عبد العظيم عبد الحق: (عبد الله - زعيم الدراويش)
- كامل أنور
- عبد الحميد زكي: (لاشين)
- محسن حسنين: (علي)
- حسين إسماعيل
- إسكندر منسي
- سامية محمد
- عمر عفيفي

## فريق العمل
- إخراج: كمال الشناوي
- قصة: إسلام فارس
- سيناريو وحوار: حسين حلمي المهندس
- مدير التصوير: كليليو
- مونتاج: فكري رستم
- إنتاج: أفلام كمال الشناوي
- توزيع: الشركة العامة لعرض وتوزيع الأفلام السينمائية
- تأليف الأغاني: فتحي قورة، حامد الأطمس
- ألحان الأغاني: عبد العظيم عبد الحق